# Francesco Pagano

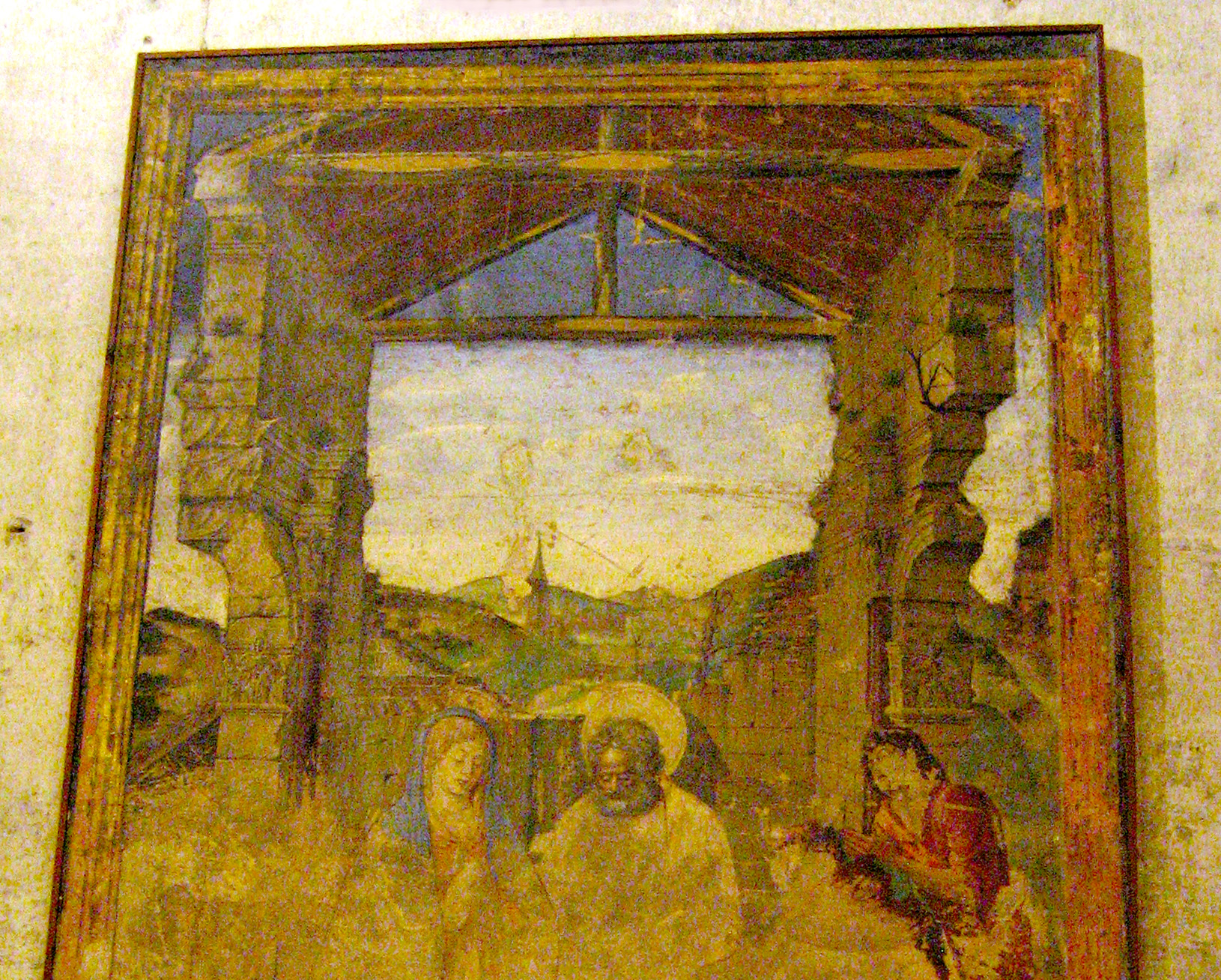
Detall de lAdoració dels pastors (Seu de València), de Francesco Pagano i Paolo de San Leocadio

Francesco Pagano (Nàpols, segle xv, actiu a València entre el 1472 i el 1481) fou un pintor renaixentista que per raó del seu origen també era conegut com a Francesco Neapoli. És considerat, junt amb Paolo de San Leocadio, un dels primers pintors que va portar el Quattrocento a la península Ibèrica.
El 1472, gràcies a les recomanacions del cardenal Roderic de Borja, que més tard fou el papa Alexandre VI, va desembarcar al Grau de València el 1274, acompanyat de dos pintors més, Paolo de San Leocadio i Riccardo Quartararo, àlies mestre Ricard (Riquart als documents). De bon començament, Francesco Pagano i Paolo de San Leocadio van rebre un tracte de favor enfront dels pintors valencians de l'època per venir recomanats pel cardenal Roderic Borja, de manera que de seguida van ser contractats per pintar al fresc les parets de la capella Major de la seu. Això era tot un repte si tenim en compte que aquesta era l'obra pictòrica més preuada del Regne de València, i el 1469 havia estat danyada per un incendi.
No tots a València, ni de bon tros, estaven en condicions de pintar al fresc de manera òptima. En canvi, aquests dos pintors italians havien donat sobrades mostres de la seua capacitat i especialitat en la pintura al fresc. Foren contractats per 3.000 ducats o 52.980 sous, suma que mai més, al llarg dels segles XV i XVI, fou concedida a cap altre pintor actiu a València. Aquests frescs de la seu encomanats el 1474 haurien estat acabats cap al 1481. Abans de fer-los, haurien pintat una Adoració dels pastors, actualment en molt mal estat de conservació i ubicada en el corredor de trànsit cap a la capella del sant Calze, en la mateixa seu de València, que hauria estat la prova imposada prèviament pel capítol a aquest pintors i superada amb èxit.

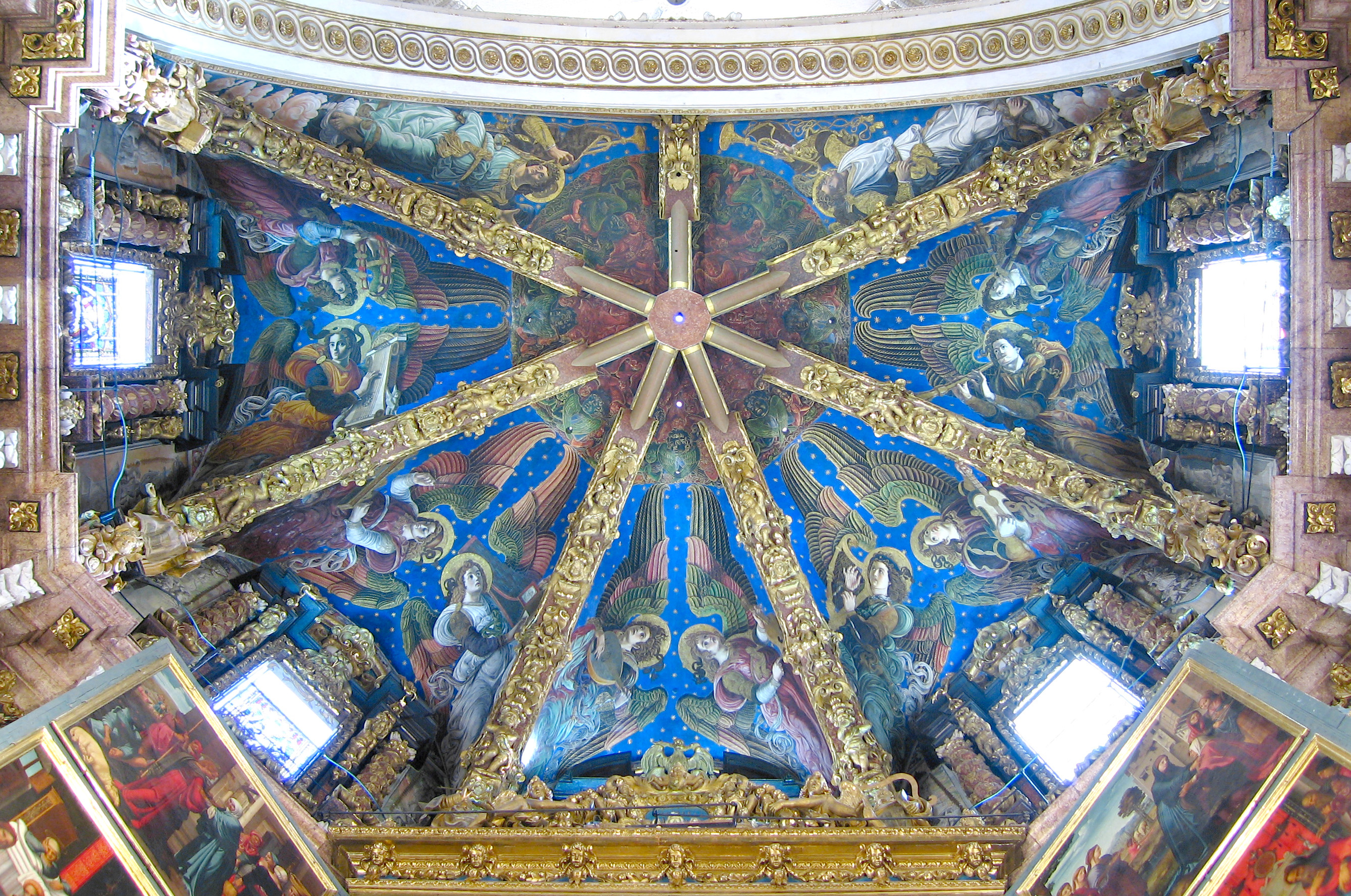

- Àngel músic amb una pandereta
- Àngel músic amb una cítara
- Àngel músic amb un orguenet
- Àngel músic amb un dulcimer
- Àngel músic amb un llaüt
- Àngel músic amb una viola d'arc
- Àngel músic amb una arpa
- Àngel músic amb una viola de mà
- Àngel músic amb una xeremia
- Àngel músic amb una flauta doble
- Àngel músic amb una trompeta
- Àngel músic amb una trompeta

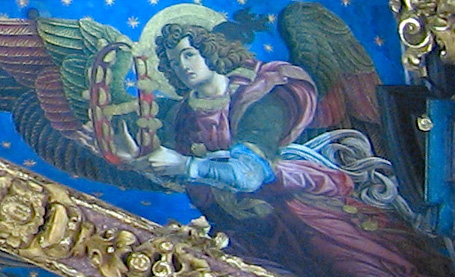
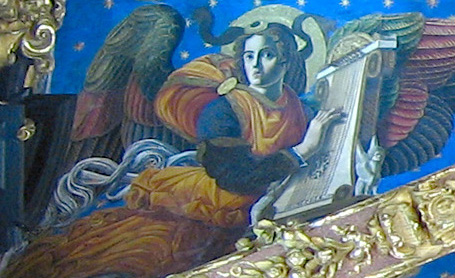
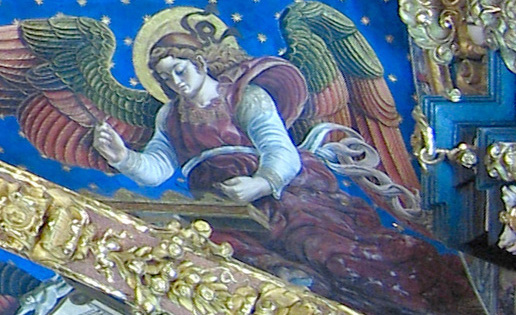
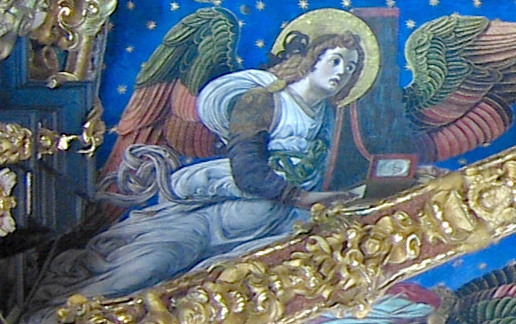
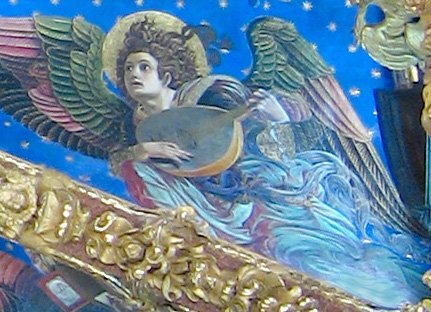
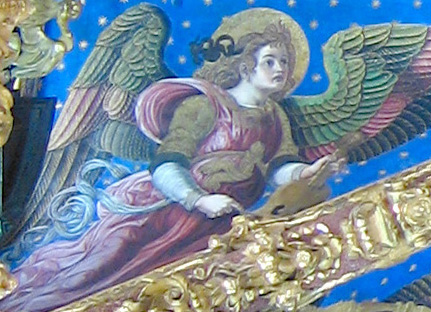
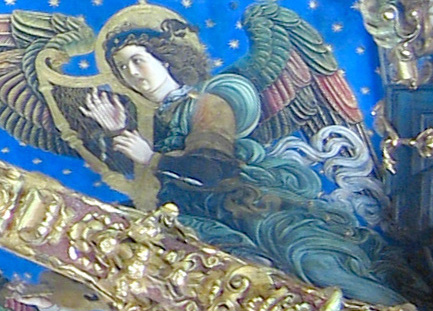
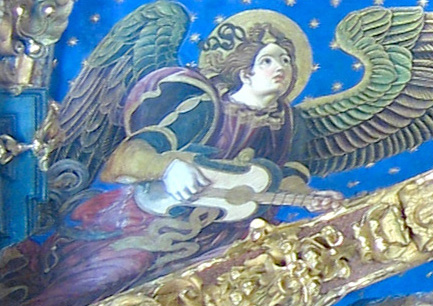
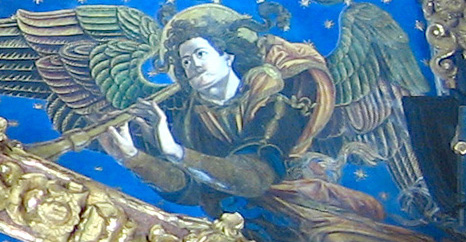
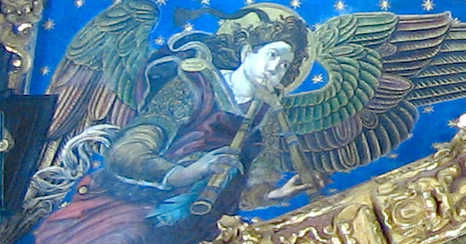
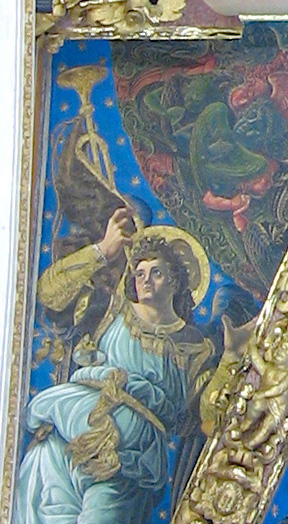
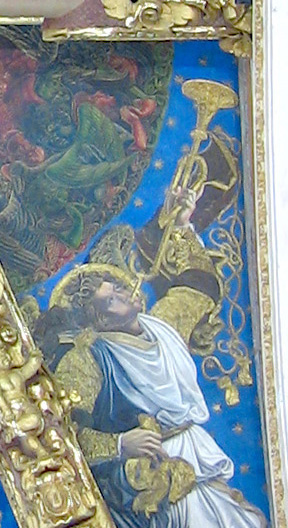

Els frescs de l'altar major de la seu, que representen uns àngels bellíssims tocant instruments, són una mostra excepcional i paradigmàtica de l'obra pictòrica de Francesco Pagano i Paolo de San Leocadio, que es distingeix per les seues composicions equilibrades i harmòniques, amb un intens i ric cromatisme, amb predomini dels colors blaus (cel) i rogencs (roba).
Curiosament, dels àngels de la seu només podem gaudir-ne des del 2006, per tal com havien estat tapats –que no destruïts- per una volta barroca de Juan Pérez Castiel feta entre 1674 i 1682, tot just un segle després que els àngels. Amb ocasió d'unes obres de restauració el juny de 2004 els àngels –dels quals es tenia notícia per la documentació de la seu del segle XV- foren redescoberts. Després de desmuntar la volta barroca i restaurar els frescs, hom va optar per deixar les pintures al descobert definitivament, tal com estaven abans de la reforma de Pérez Castiel.
Cal dir que, a partir de 1476, per motius que es desconeixen, les relacions entre Francesco Pagano i Paolo de San Leocadio es van alterar de tal manera que cadascú va haver de realitzar l'obra per la seua part, encara que el 1481 apareixen treballant junts. A partir d'aquesta data desapareixen les referències a Pagano, bé per defunció bé perquè tornà a Itàlia.

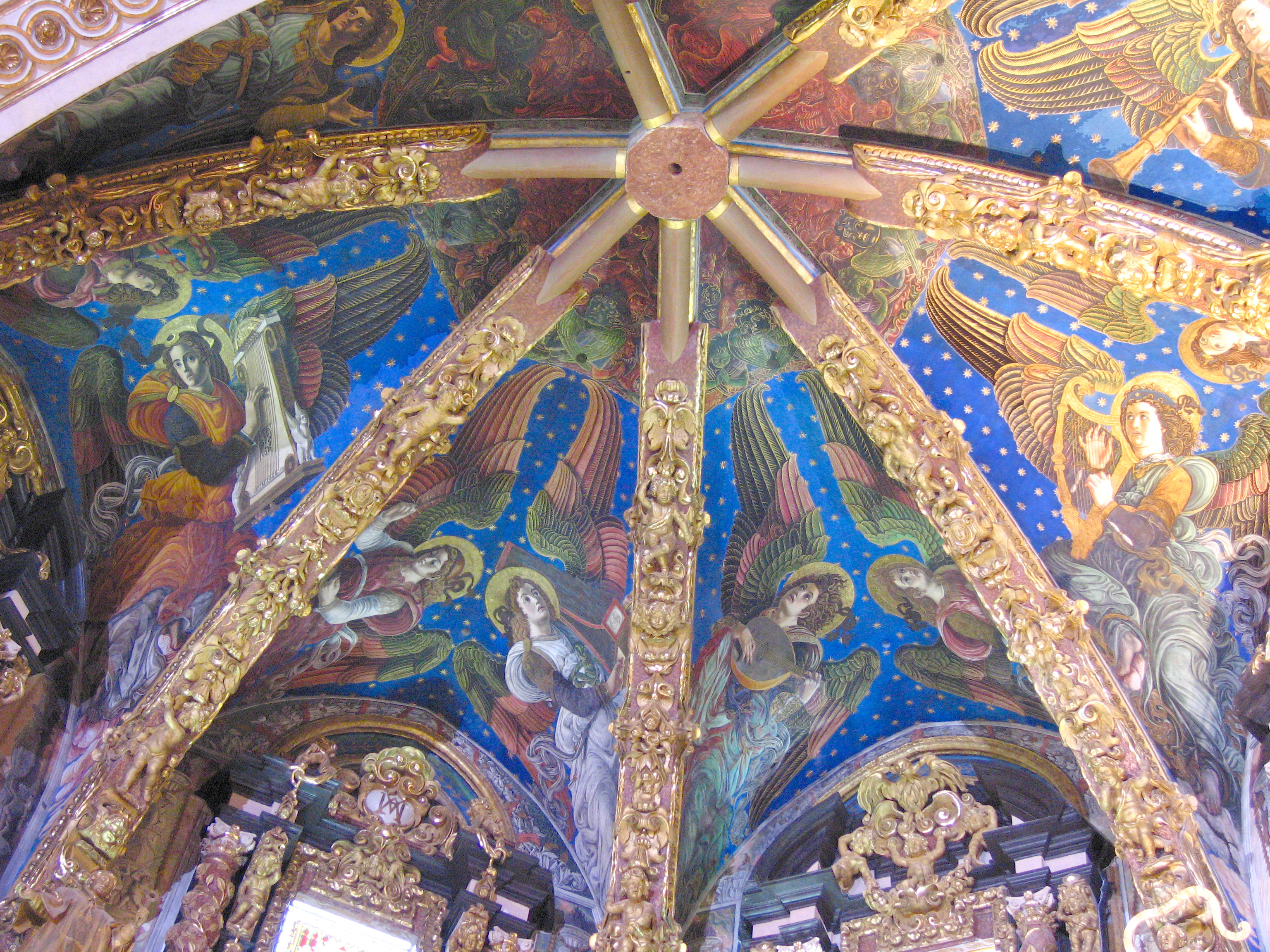
Capella Major de la seu de València, amb els àngels músics de Paolo de San Leocadio i Francesco Pagano